# Духи зла
Ду́хи зла (эст. кurjalased, в ед. числе эст. кurjalane — «злой дух», «нечистый дух», «нечистая сила») — персонажи эстонского народного эпоса «Калевипоэг». Упоминаются в третьей песне.

## Песнь третья
Сыновья Калева на охоте * Похищение Линды * Возвращение сыновей
Калевипоэг жарким летним днём сидит на взморье и любуется волнами. Небо темнеет, свежеет ветер, заходит громовая туча. По небу в медной телеге летит Эйке-гром, сыпля искры, а за ним и Пикне бросает молнию на землю:
Тут, карателя заслышав,
Духи зла перепугались,
Со всех ног они от Пикне
Улепётывали в море
С визгом: «Эйке, грянь погромче!
Наглотайся смраду, Пикне!»
Поскакали все с обрыва,
Кувырком скатились в волны,
В пене брызжущей исчезли.
Калев-сын, пловец бесстрашный,
Вслед за ними прыгнул в море,
Ринулся орлом могучим
Осквернителям на шею.
Похватав их, словно раков,
Сумку доверху набил он,
Вынырнул из пасти моря,
Богатырскими руками
Выгреб на берег отлогий,
Адских выродков из сумки
Вытряс в ярости на камни!
Их увидел гневный Пикне,
Искрошил прутом железным —
Волчьей стае на съеденье.